# Marina militare croata
La Marina militare croata (in croato: Hrvatska ratna mornarica) è la forza armata che ha il compito della protezione militare delle frontiere marittime della Croazia. A questo compito si associa quello della salvaguardia della vita umana in mare (ricerca e soccorso). Le navi della Obalna straža Republike Hrvatske, la guardia costiera croata, sono inquadrate come divisione della marina militare ed assolvono ai compiti in tempo di pace. Oltre a queste vi sono 37 navi di vario tipo con compiti puramente militari, comprese alcune vedette lanciamissili e navi da sbarco/posamine.

## Struttura della Marina croata

Struttura della marina croata

La marina croata si articola nei seguenti comandi territoriali:
- Comando della marina
  - Compagnia comando
  - Squadra navale
    - Comando flottiglia
    - Divisione navi di superficie
    - Divisione di supporto
    - Sezione contromisure e guerra con mine

  - Guardia costiera
    - Comando guardia costiera
    - 1ª divisione guardia costiera
    - 2ª divisione guardia costiera

  - Reggimento di fanteria di marina
  - Battaglione di sorveglianza costiera
  - Centro di addestramento della marina
  - Base navale di Spalato
    - Distaccamento navale nord
    - Distaccamento navale sud

## Equipaggiamento navale

### Flotta

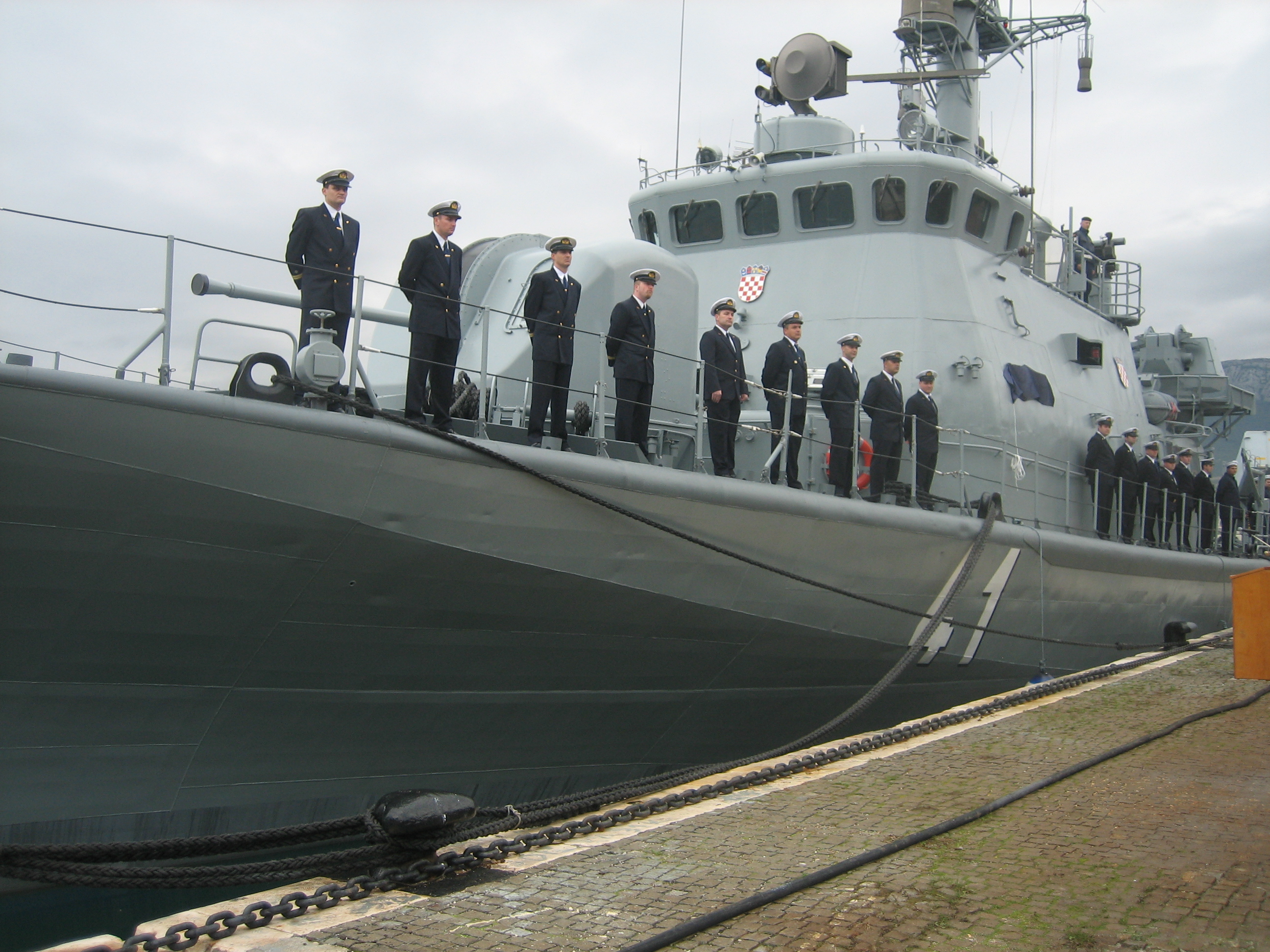
RTOP-41 Vukovar

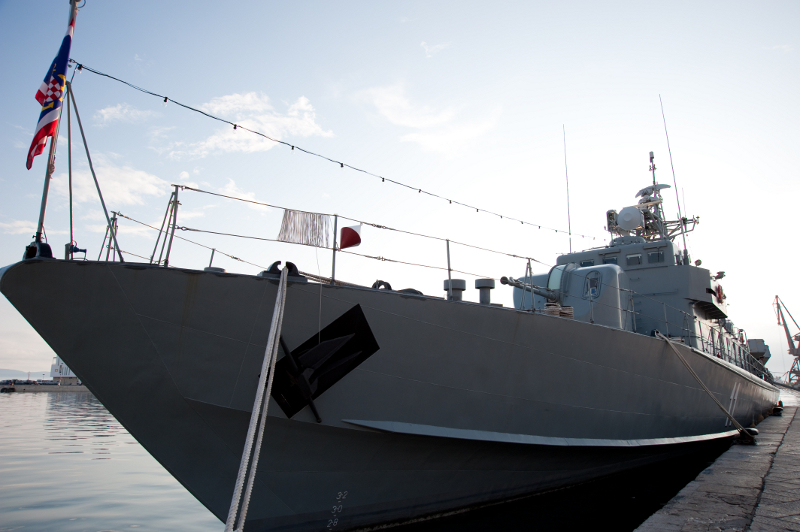
RTOP-11 "Kralj Petar Krešimir"

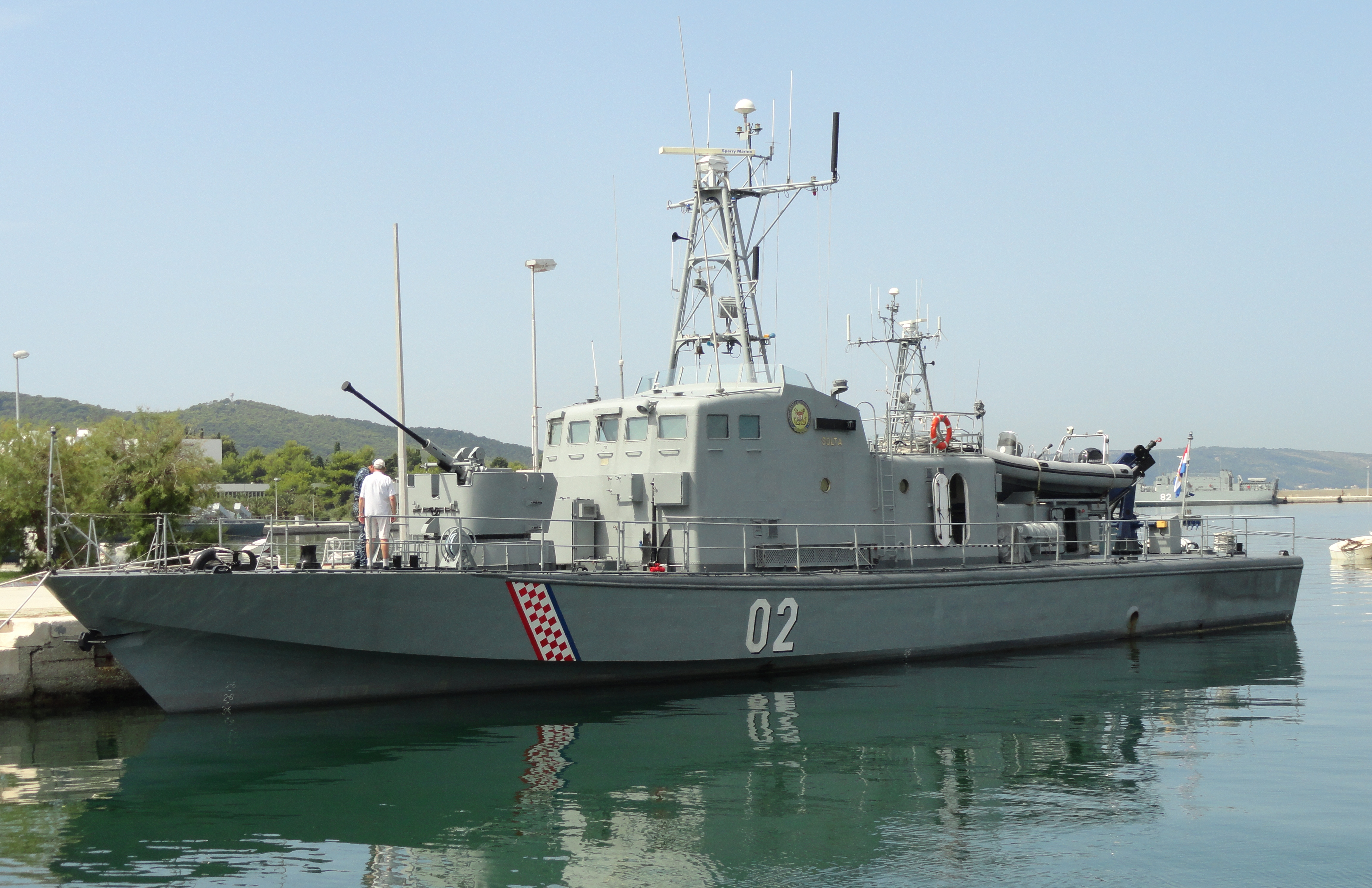
OB-02 Šolta

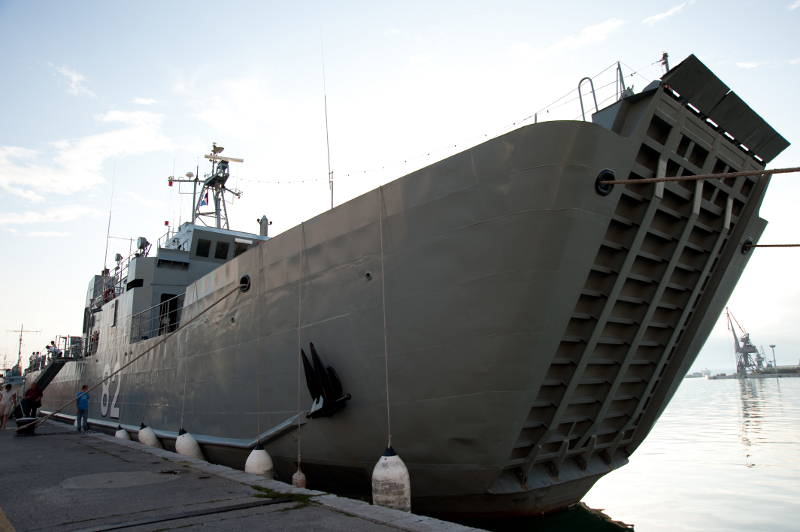
mezzo da sbarco e posamine Krka

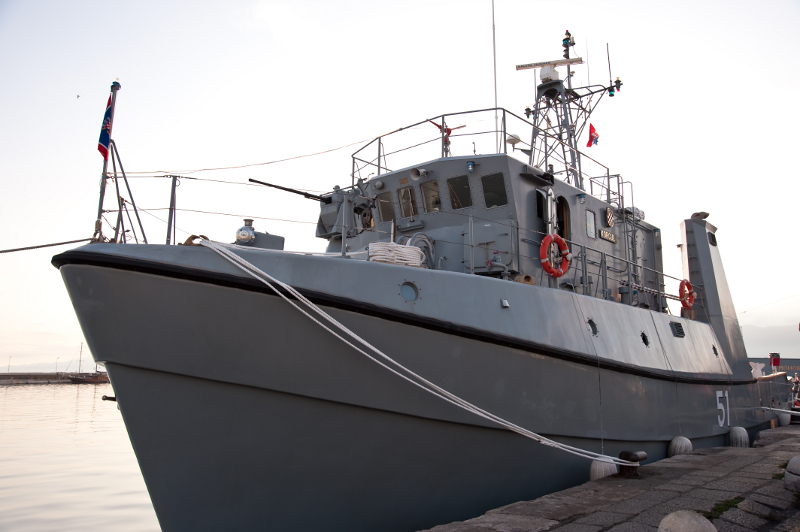
LM-51 Korčula

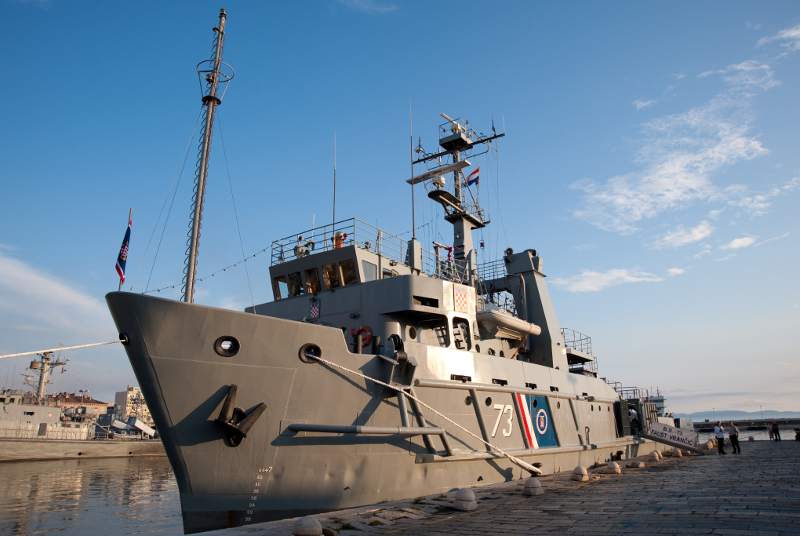
Nave di salvataggio Faust Vrančić

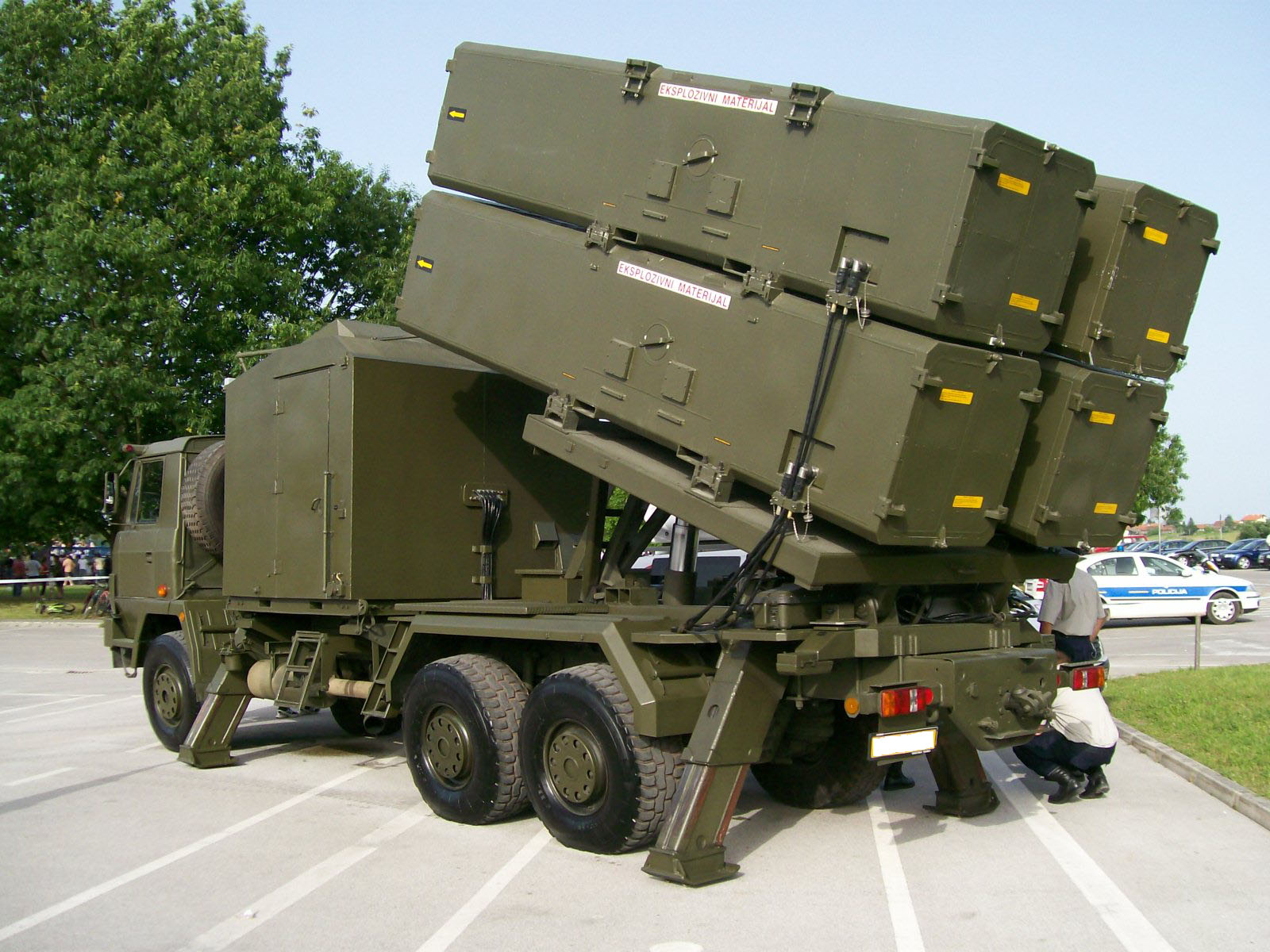
sistema missilistico antinave MOL

#### Navi da combattimento
| Vedette lanciamissili | Vedette lanciamissili | Vedette lanciamissili                                                     | Vedette lanciamissili       | Vedette lanciamissili | Vedette lanciamissili | Vedette lanciamissili      |
| Immagine              | Classe                | Unità                                                                     | Tipo                        | Dislocamento          | EIS                   | Note                       |
| --------------------- | --------------------- | ------------------------------------------------------------------------- | --------------------------- | --------------------- | --------------------- | -------------------------- |
|                       | classe Kralj ("re")   | Kralj Petar Krešimir IV (RTOP-11) Kralj Dmitar Zvonimir (RTOP-12)         | Corvetta                    | 390 t                 | 1992 2001             |                            |
|                       | classe Helsinki       | Vukovar (RTOP-41) Dubrovnik (RTOP-42)                                     | Corvetta                    | 300 t                 | 1985 1986             |                            |
|                       | classe Končar         | Šibenik (RTOP-21)                                                         | Corvetta                    | 271 t                 | 1978                  |                            |
| Pattugliatori         |                       |                                                                           |                             |                       |                       |                            |
| Immagine              | Classe                | Unità                                                                     | Tipo                        | Dislocamento          | EIS                   | Note                       |
|                       | classe Mirna          | Novigrad (OB-01) Šolta (OB-02) Cavtat (OB-03) Hrvatska Kostajnica (OB-04) | Pattugliatore costiero      | 143 t                 | 1980 1982 1984 1985   |                            |
|                       | classe Omiš           | Omiš (OB-31) Umag (OB-32)                                                 | Pattugliatore costiero      | 216 t                 | 2018 2025             | Altri 3 battelli previsti. |
| Cacciamine            |                       |                                                                           |                             |                       |                       |                            |
| Immagine              | Classe                | Unità                                                                     | Tipo                        | Dislocamento          | EIS                   | Note                       |
|                       | classe Korčula        | Korčula (LM-51)                                                           | Cacciamine                  | 180 t                 | 2006                  |                            |
| Mezzi da sbarco       |                       |                                                                           |                             |                       |                       |                            |
| Immagine              | Classe                | Unità                                                                     | Tipo                        | Dislocamento          | EIS                   | Note                       |
|                       | classe Cetina         | Cetina (DBM-81) Krka (DBM-82)                                             | Dragamine e mezzo da sbarco | 540 t                 | 1993 1995             |                            |
|                       | Tipo 11               | DJB-104 DJB-107                                                           | Mezzo da sbarco             |                       | 1977 1978             |                            |
|                       | Tipo 22               | DJB-106                                                                   | Mezzo da sbarco             |                       |                       |                            |
|                       |                       | PDS-713                                                                   | Mezzo da sbarco             |                       | 1991                  |                            |
| Nave scuola           |                       |                                                                           |                             |                       |                       |                            |
| Immagine              | Classe                | Unità                                                                     | Tipo                        | Dislocamento          | EIS                   | Note                       |
|                       | classe Moma           | Andrija Mohorovičić (BS-72)                                               | Nave scuola                 | 1260 t                | 1972                  |                            |
| Nave di salvataggio   |                       |                                                                           |                             |                       |                       |                            |
| Immagine              | Classe                | Unità                                                                     | Tipo                        | Dislocamento          | EIS                   | Note                       |
|                       | classe Spasilac       | Faust Vrančić (BS-73)                                                     | Nave salvataggio            | 1590 t                | 1976                  |                            |

- più altri 20 battelli ausiliari

## Gradi
| Ammiragli                |                      |                      |                      |                      |                     |                     |                     |                     |                     |                     |                     |                     |                     |                     |                       |                       |                       |                       |                       |                     |                     |                     |                     |                     |                     |                     |                     |                     |                     |
|                          |                      |                      |                      |                      |                     |                     |                     |                     |                     |                     |                     |                     |                     |                     |                       |                       |                       |                       |                       |                     |                     |                     |                     |                     |                     |                     |                     |                     |                     |
| Admiral flote            | Admiral flote        | Admiral flote        | Admiral flote        | Admiral flote        | Admiral flote       | Admiral             | Admiral             | Admiral             | Admiral             | Admiral             | Admiral             | Viceadmiral         | Viceadmiral         | Viceadmiral         | Viceadmiral           | Viceadmiral           | Viceadmiral           | Kontraadmiral         | Kontraadmiral         | Kontraadmiral       | Kontraadmiral       | Kontraadmiral       | Kontraadmiral       | Komodor             | Komodor             | Komodor             | Komodor             | Komodor             | Komodor             |
| Ufficiali                |                      |                      |                      |                      |                     |                     |                     |                     |                     |                     |                     |                     |                     |                     |                       |                       |                       |                       |                       |                     |                     |                     |                     |                     |                     |                     |                     |                     |                     |
| Ufficiali superiori      | Ufficiali superiori  | Ufficiali superiori  | Ufficiali superiori  | Ufficiali superiori  | Ufficiali superiori | Ufficiali superiori | Ufficiali superiori | Ufficiali superiori | Ufficiali superiori | Ufficiali superiori | Ufficiali superiori | Ufficiali superiori | Ufficiali superiori | Ufficiali superiori | Ufficiali inferiori   | Ufficiali inferiori   | Ufficiali inferiori   | Ufficiali inferiori   | Ufficiali inferiori   | Ufficiali inferiori | Ufficiali inferiori | Ufficiali inferiori | Ufficiali inferiori | Ufficiali inferiori | Ufficiali inferiori | Ufficiali inferiori | Ufficiali inferiori | Ufficiali inferiori | Ufficiali inferiori |
|                          |                      |                      |                      |                      |                     |                     |                     |                     |                     |                     |                     |                     |                     |                     |                       |                       |                       |                       |                       |                     |                     |                     |                     |                     |                     |                     |                     |                     |                     |
| Kapetan bojnog broda     | Kapetan bojnog broda | Kapetan bojnog broda | Kapetan bojnog broda | Kapetan bojnog broda | Kapetan fregate     | Kapetan fregate     | Kapetan fregate     | Kapetan fregate     | Kapetan fregate     | Kapetan korvete     | Kapetan korvete     | Kapetan korvete     | Kapetan korvete     | Kapetan korvete     | Poručnik bojnog broda | Poručnik bojnog broda | Poručnik bojnog broda | Poručnik bojnog broda | Poručnik bojnog broda | Poručnik fregate    | Poručnik fregate    | Poručnik fregate    | Poručnik fregate    | Poručnik fregate    | Poručnik korvete    | Poručnik korvete    | Poručnik korvete    | Poručnik korvete    | Poručnik korvete    |
| Sottufficiali e graduati |                      |                      |                      |                      |                     |                     |                     |                     |                     |                     |                     |                     |                     |                     |                       |                       |                       |                       |                       |                     |                     |                     |                     |                     |                     |                     |                     |                     |                     |
| Sottufficiali            | Sottufficiali        | Sottufficiali        | Sottufficiali        | Sottufficiali        | Sottufficiali       | Sottufficiali       | Sottufficiali       | Sottufficiali       | Sottufficiali       | Sottufficiali       | Sottufficiali       | Sottufficiali       | Sottufficiali       | Sottufficiali       | Graduati              | Graduati              | Graduati              | Graduati              | Graduati              | Graduati            | Graduati            | Graduati            | Graduati            | Graduati            | Graduati            | Graduati            | Graduati            | Graduati            | Graduati            |
|                          |                      |                      |                      |                      |                     |                     |                     |                     |                     |                     |                     |                     |                     |                     |                       |                       |                       |                       |                       |                     |                     |                     |                     |                     |                     |                     |                     |                     |                     |
| Časnički namjesnik       | Časnički namjesnik   | Časnički namjesnik   | Časnički namjesnik   | Časnički namjesnik   | Stožerni narednik   | Stožerni narednik   | Stožerni narednik   | Stožerni narednik   | Stožerni narednik   | Nadnarednik         | Nadnarednik         | Nadnarednik         | Nadnarednik         | Nadnarednik         | Narednik              | Narednik              | Narednik              | Narednik              | Narednik              | Desetnik            | Desetnik            | Desetnik            | Desetnik            | Desetnik            | Skupnik             | Skupnik             | Skupnik             | Skupnik             | Skupnik             |
| Truppa                   |                      |                      |                      |                      |                     |                     |                     |                     |                     |                     |                     |                     |                     |                     |                       |                       |                       |                       |                       |                     |                     |                     |                     |                     |                     |                     |                     |                     |                     |
|                          |                      |                      |                      |                      |                     |                     |                     |                     |                     |                     |                     |                     |                     |                     |                       |                       |                       |                       |                       |                     |                     |                     |                     |                     |                     |                     |                     |                     |                     |
| Razvodnik                | Razvodnik            | Razvodnik            | Razvodnik            | Razvodnik            | Razvodnik           | Razvodnik           | Razvodnik           | Razvodnik           | Razvodnik           | Razvodnik           | Razvodnik           | Razvodnik           | Razvodnik           | Razvodnik           | Pozornik              | Pozornik              | Pozornik              | Pozornik              | Pozornik              | Pozornik            | Pozornik            | Pozornik            | Pozornik            | Pozornik            | Pozornik            | Pozornik            | Pozornik            | Pozornik            | Pozornik            |

## Galleria d'immagini

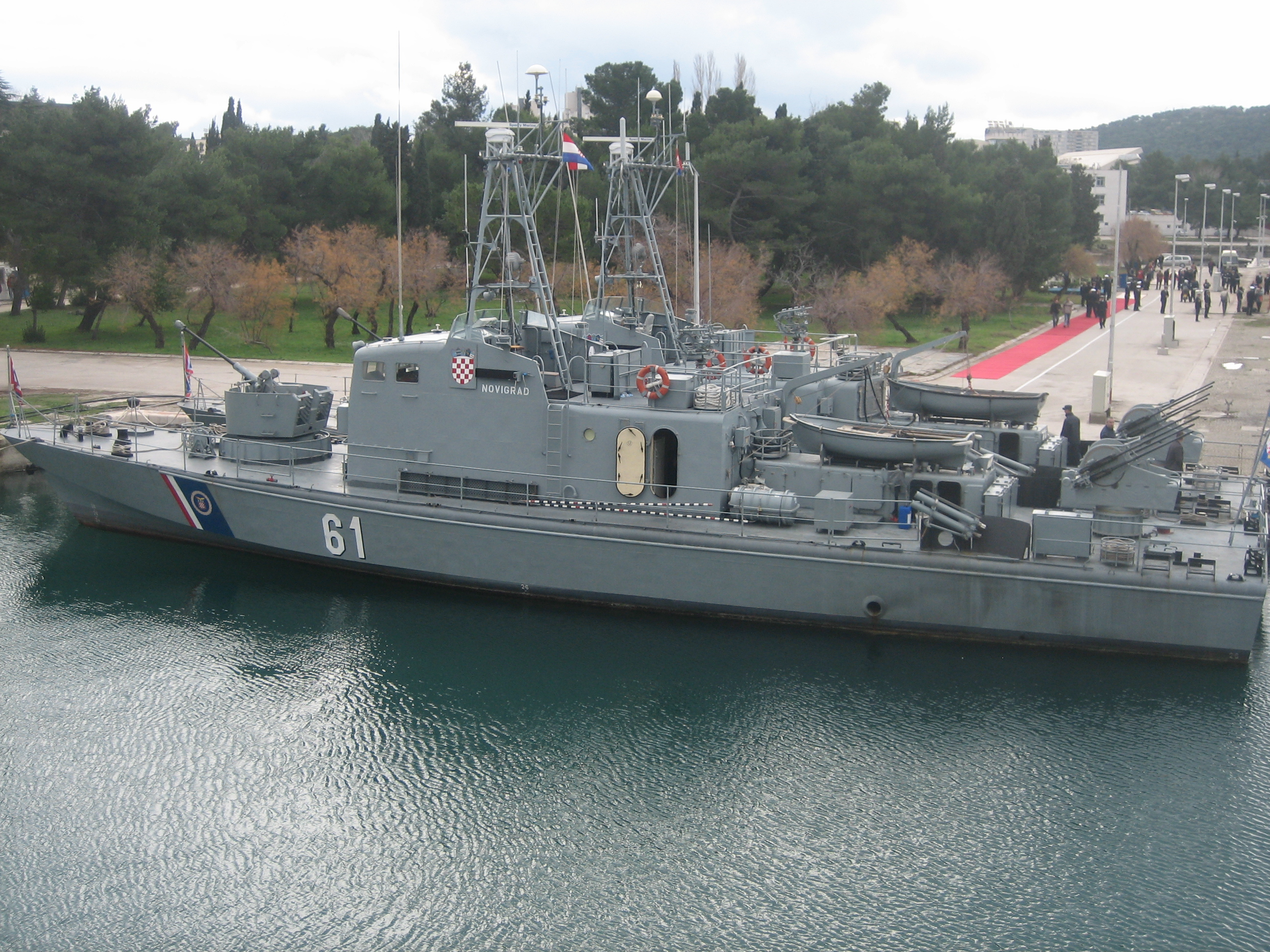
OB-61 Novigrad
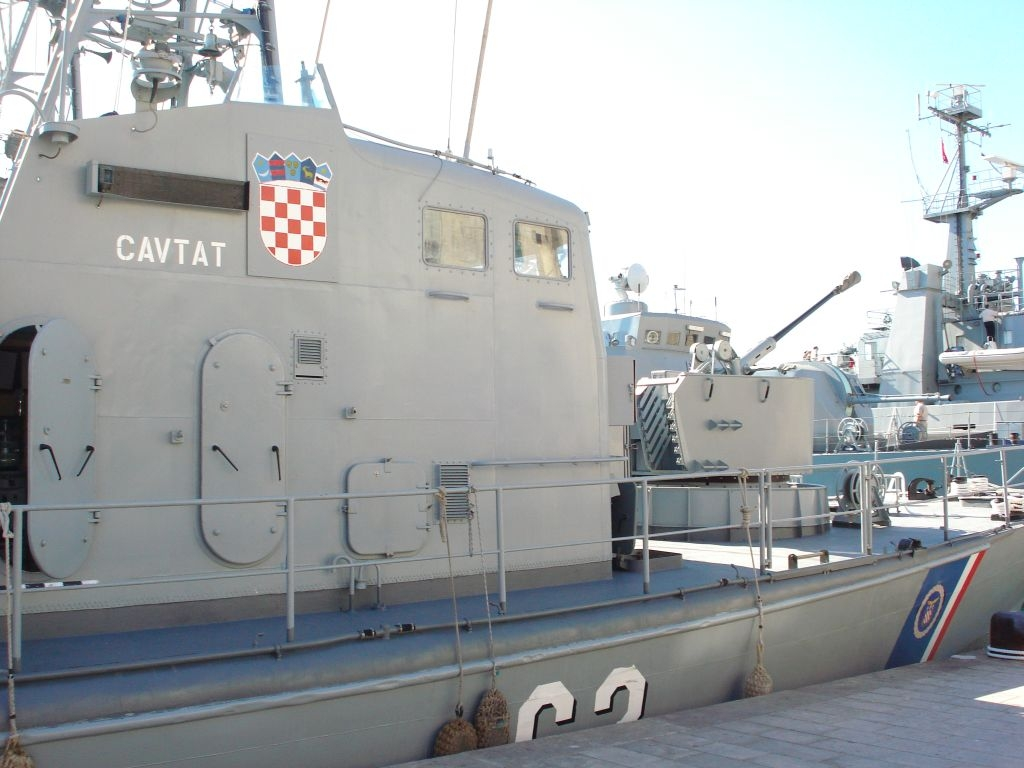
OB-63 Cavtat
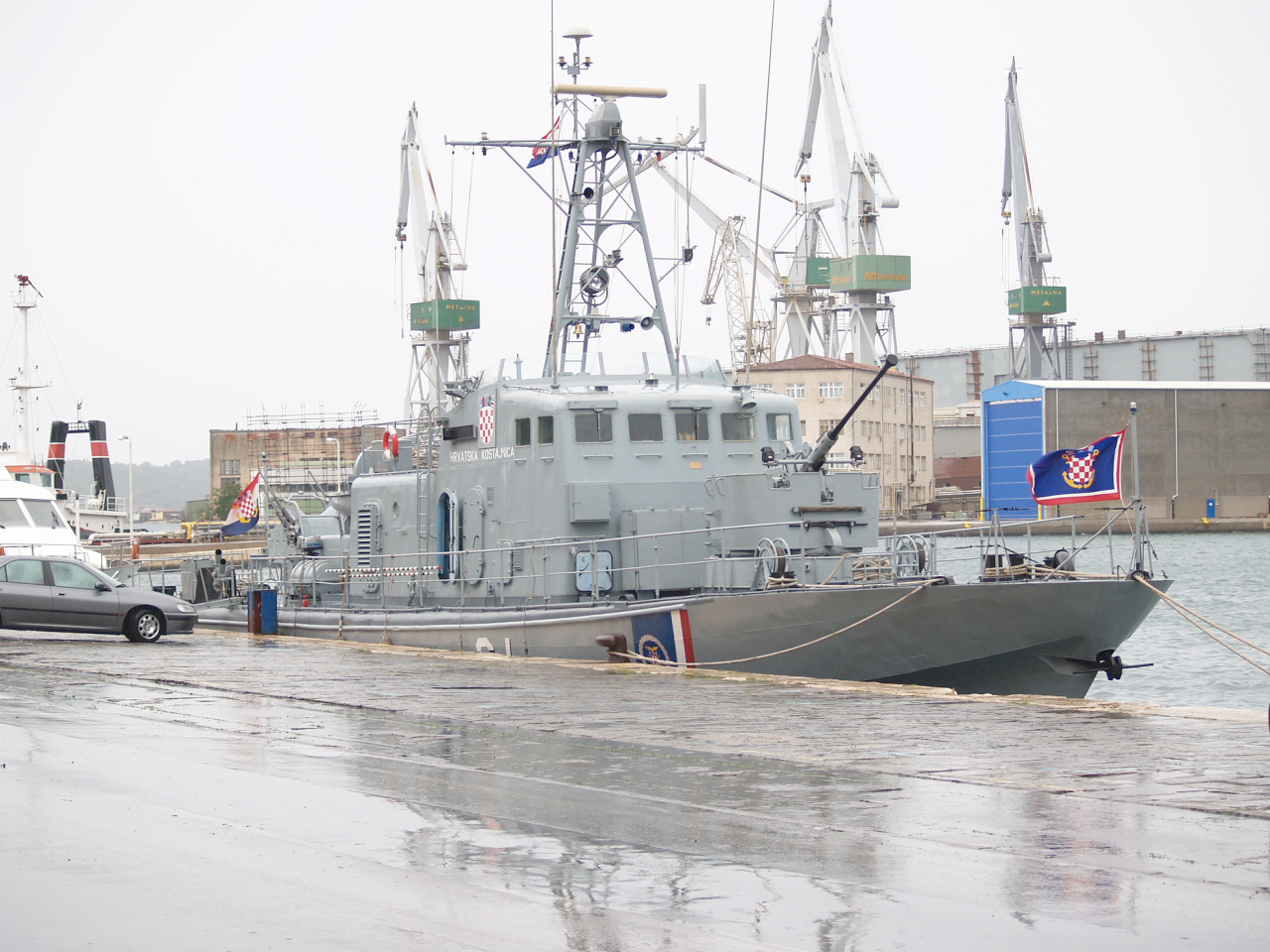
OB-64 Hrvatska Kostajnica
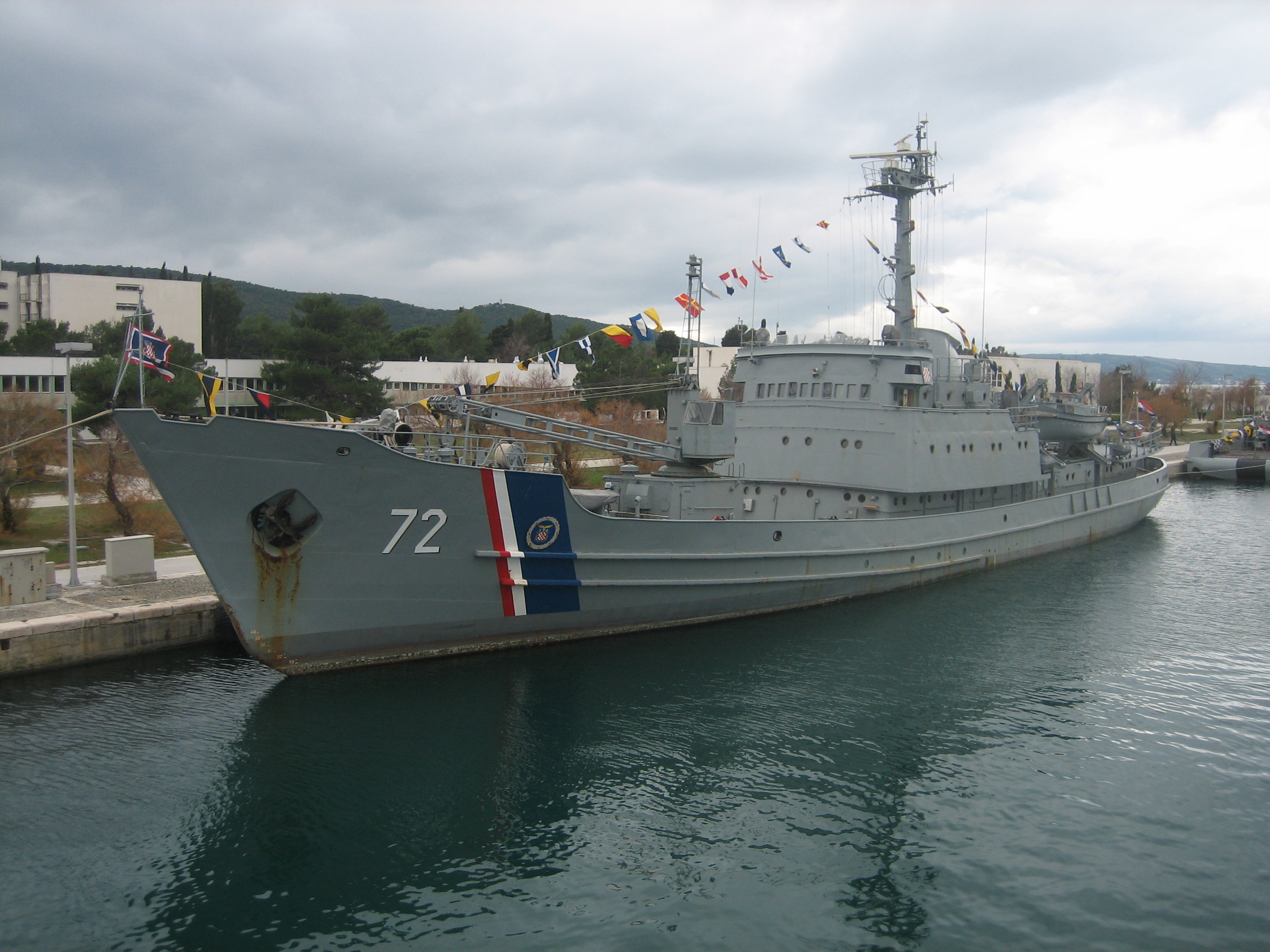
BŠ-72 Andrija Mohorovičić
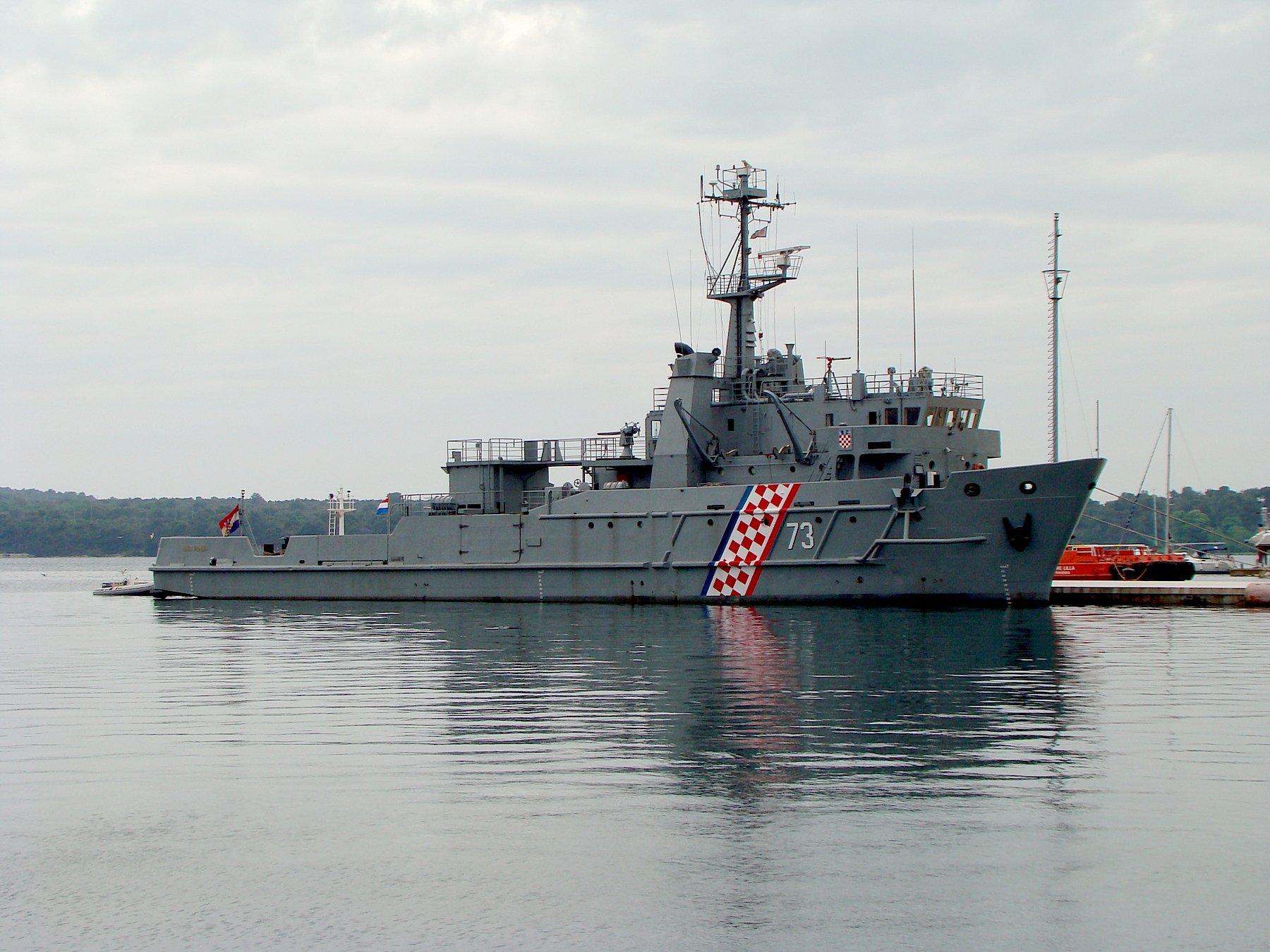
BS-73 Faust Vrančić
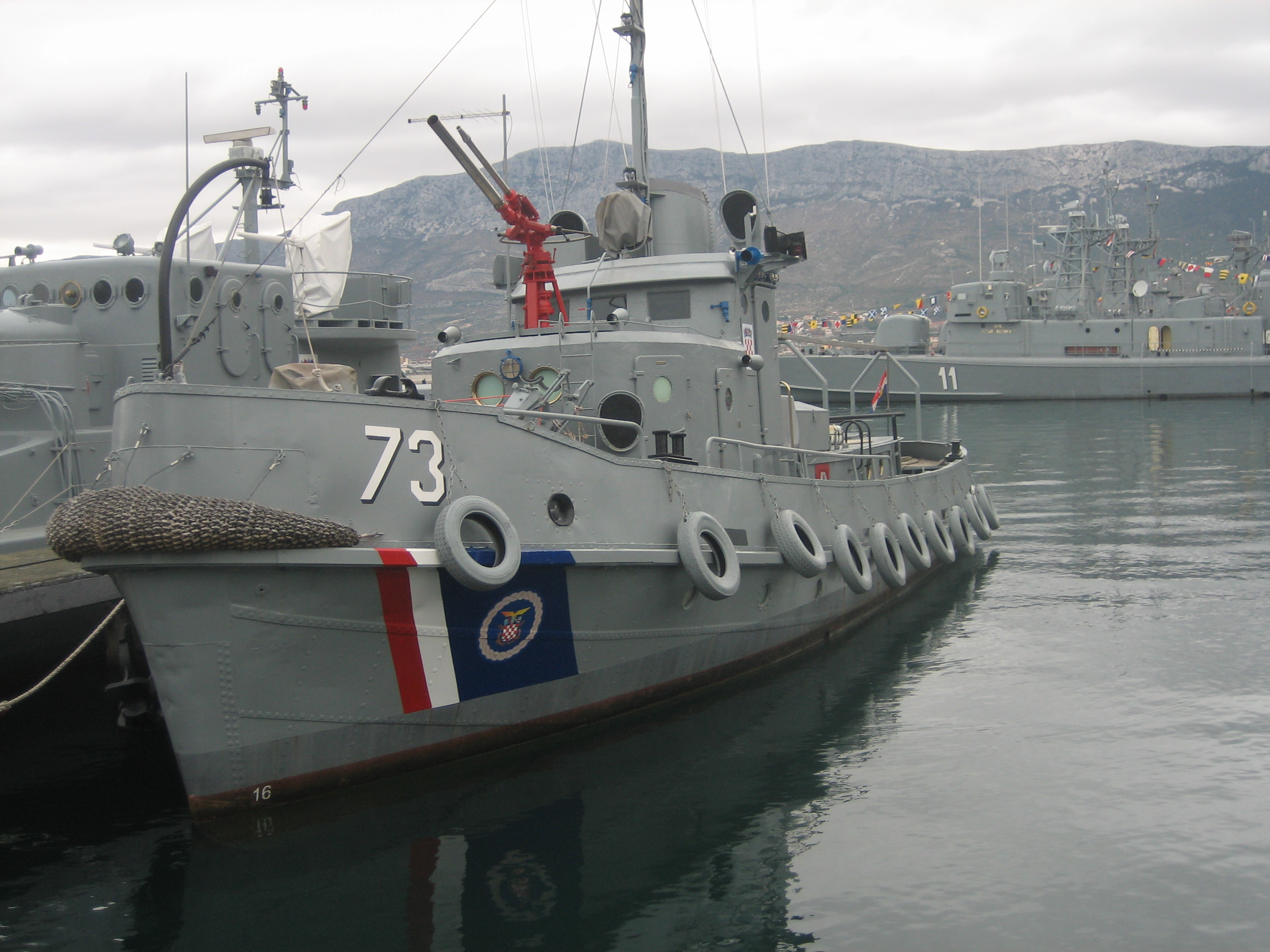